# Quintus Servilius Caepio (Konsul 140 v. Chr.)
Quintus Servilius Caepio (* um 181 v. Chr.; † 112 v. Chr.) war ein römischer General und Politiker.
Servilius Caepio entstammte der patrizischen Familie der Servilier, sein Vater Gnaeus Servilius Caepio war 169 v. Chr. Konsul gewesen. Nach Caepios eigenem Konsulat 140 v. Chr., ein Jahr nach seinem älteren Bruder Gnaeus, wurde er nach Spanien geschickt, wo er einen Friedensvertrag mit den Lusitanern schließen sollte, die dort die Römer an den Rande einer Niederlage gebracht hatten.
Statt Frieden zu schließen, provozierte der für seine Brutalität und Rücksichtslosigkeit bekannte Caepio einen erneuten Krieg, indem er eine Kopfprämie auf den gegnerischen Guerilla-Führer Viriathus aussetzte. Nachdem dieser von seinen eigenen Leuten ermordet worden war, verwies Caepio die Attentäter für die Auszahlung der Summe nach Rom. Unter ihrem neuen Anführer Tantalos griffen die Lusitanier erfolglos die Stadt Sagunt (nicht wie Appian sagt das berühmte Sagunt aus dem Krieg gegen Hannibal, sondern wohl Saguntia, das heutige Baños de Gigonza im Westen der Hispania Baetica) an und wurden auf dem Rückzug von Caepio angegriffen. Sie ergaben sich und nachdem sie entwaffnet waren, stellte Caepio ihnen ausreichend Land zur Verfügung, damit sie keine Raubzüge mehr unternahmen.
Caepio wurde mehrmals wegen unterschiedlicher Vergehen angeklagt, jedoch wegen seiner Beziehungen und seiner Bekanntheit stets freigesprochen.
Sein gleichnamiger Sohn war Konsul 106 v. Chr.